# Poona Piagapo
Poona Piagapo (Bayan ng Poona Piagapo) är en kommun i Filippinerna. Kommunen ligger på ön Mindanao, och tillhör provinsen Lanao del Norte. Folkmängden uppgår till 16 092 invånare.

## Barangayer
Poona Piagapo är indelat i 26 barangayer.
| - Alowin - Bubong-Dinaig - Caromatan - Daramba - Dinaig - Cabasaran - Kablangan - Cadayonan - Linindingan - Lumbatan - Lupitan - Madamba - Madaya | - Maliwanag - Nunang - Nunungan - Pantao Raya - Pantaon - Pened - Piangamangaan - Pendolonan - Poblacion (Lumbacaingud) - Sulo - Tagoranao - Tangclao - Timbangalan |